# Château de Fontnoble
Le château de Fontnoble est un château situé à Biozat, en France.

## Localisation
Le château est situé sur la commune de Biozat, dans le département français de l'Allier.

## Historique
L'édifice est inscrit au titre des monuments historiques en 2007.